# Linda Holmgren
Linda Maria Holmgren, född 1980 i Lidingö, Stockholms län, är en svensk musikalartist.

## Biografi
Linda Holmgren är utbildad vid Rytmus - Stockholms Musikkonservatorium, Balettakademien i Stockholm och Balettakademiens treåriga musikalartistlinje i Göteborg.
Bland de musikaler som Holmgren medverkat i kan nämnas Du är toppen, Charlie Brown! på Kungsbacka teater 2005, Mit Eventyr i Köpenhamn 2005–2006, Cats på Göteborgsoperan 2006–2007, Avenue Q, Sverigeturné med Riksteatern 2008, Batboy the musical Göteborg 2009 och See What I Wanna See, Artisten Göteborg/SR P1 2009.
Hösten 2009 spelade Holmgren Jellylorum i Cats på Cirkus i Stockholm och våren 2010 El Gallo i Malmöoperans uppsättning av Fantasticks. Hösten 2010 spelade hon Teacher cover Killer Queen, Ozzy i musikalen We Will Rock You som gick på Cirkus i Stockholm. Våren 2011 spelade hon Teacher cover Killer Queen i musikalen We Will Rock You på Folketeatret i Oslo och hösten 2011 hade hon rollen som Vivienne Kensington i musikalen Legally Blonde på Nöjesteatern i Malmö. 2012 spelade Holmgren Ghost of Christmas Past och Fred’s Wife i föreställningen "A Christmas Carol" i Chester, England. 2013 spelade hon draken Gloria i musikalen "Shrek" på Wermland Opera i Karlstad. Hösten 2014 till hösten 2015 spelade Holmgren Ozzy cover Killer Queen i musikalen We Will Rock You i Tyskland/Österrike. 2016 var Holmgren ensemble cover Rosie & Donna i MAMMA MIA! the Musical UK Tour. 2019 var Holmgren cover Sloane & Zahara, cross Swing i BAT OUT OF HELL på Stage Metronome Theater i Oberhausen, Tyskland. Samma år var Holmgren Singer Cross Swing i musikalen TANZ DER VAMPIRE även den på Stage Metronome Theater.
Holmgren medverkade i TV3:s tävling West End Star 2007–2008 där hon gick till final och slutade som tvåa. 2018 medverkade Holmgren i Allsång på Skansen som dockskötare/sångerska.

## Teater

### Roller (ej komplett)
| År   | Roll                                                      | Produktion                                                                          | Regi                        | Teater                              |
| ---- | --------------------------------------------------------- | ----------------------------------------------------------------------------------- | --------------------------- | ----------------------------------- |
| 2008 | Kate Monster / Lucy The Slut                              | Avenue Q Robert Lopez och Jeff Marx                                                 | Jan Åström och Roger Lybeck | Sverigeturné                        |
| 2009 | Jellylorum / Griddlebone, cover Grizabella                | Cats Andrew Lloyd Webber                                                            | Hans Berndtsson             | Cirkus, Stockholm                   |
| 2010 | El Gallo                                                  | The Fantasticks Harvey Schmidt och Tom Jones                                        | Ola Hörling                 | Operaverkstan, Malmö                |
| 2010 | Teacher / cover Killer Queen, Ozzy                        | We Will Rock You Queen och Ben Elton                                                | Uwe Petersen                | Cirkus, Stockholm                   |
| 2011 | Teacher / cover Killer Queen, Ozzy                        | We Will Rock You Queen och Ben Elton                                                | Annette Kippenhan           | Folketeateret, Oslo                 |
| 2011 | Vivienne Kensington                                       | Legally Blonde Heather Hach, Laurence O'Keefe och Nell Benjamin                     | Anders Albien               | Nöjesteatern                        |
| 2012 | Ghost of Christmas Past / Fred’s Wife                     | A Christmas Carol Charles Dickens                                                   | Russ Tunney                 | Theater in the Quarter, Chester     |
| 2013 | Draken Gloria                                             | Shrek the musical David Lindsay-Abaire och Jeanine Tesori                           | Shaun Kerrison              | Wermland Opera                      |
| 2014 | Ozzy / cover Killer Queen                                 | We Will Rock You Queen och Ben Elton                                                | Annette Kippenhan           | German Tour                         |
| 2015 | Ozzy / cover Killer Queen                                 | We Will Rock You Queen och Ben Elton                                                | Annette Kippenhan           | German-Austrian Tour                |
| 2016 | Ensemble / cover Rosie & Donna                            | MAMMA MIA! The Musical                                                              | Dir. Phyllida Lloyd         | UK Tour                             |
| 2019 | Cover Slone & Zahara, Cross Swing                         | BAT OUT OF HELL                                                                     | Dir. Jay Scheib             | Stage Metronome Theater, Oberhausen |
| 2019 | Singer Cross Swing                                        | TANZ DER VAMPIRE                                                                    | Dir. Cornelius Baltus       | Stage Metronome Theater, Oberhausen |
| 2021 | Syster Abbedissan (Understudy) Syster Berthe (Understudy) | Sound of Music Richard Rodgers, Oscar Hammerstein, Howard Lindsay och Russel Crouse | Ronny Danielsson            | Kulturhuset Stadsteatern            |